# イベリス・エチェバリア
イベリス・エチェバリア（Ivelisse Echevarría、1956年11月4日 - ）は、プエルトリコ・ペニュエラス出身の女子ソフトボール選手（投手）。ソフトボールプエルトリコ代表。国際ソフトボール連盟殿堂入り。

## 経歴
プエルトリコで最も偉大なソフトボール選手の1人であると評価されている。1978年世界選手権における代表デビューから1996年アトランタオリンピックで引退するまでの間、プエルトリコ代表の主戦投手として国際大会で活躍し続けた。22大会で通算40勝以上を記録し、その中には完全試合も含まれる。2003年に国際ソフトボール連盟殿堂入りを果たした。代表チームでの背番号は「4」。
- 1978年 - エルサルバドルのサンサルバドルで開催された世界選手権で国際大会デビュー。
- 1979年 - プエルトリコのサンフアンで開催されたパンアメリカン競技大会に出場。銀メダル獲得。
- 1983年 - ベネズエラのカラカスで開催されたパンアメリカン競技大会に出場。6試合連続登板[注 1]の記録を樹立。
- 1987年 - アメリカ合衆国インディアナポリスで開催されたパンアメリカン競技大会に出場。銀メダル獲得。
- 1993年 - プエルトリコのポンセ[注 2]で開催された中央アメリカ・カリブ海競技大会に出場。金メダル獲得[2]。
- 1995年 - アルゼンチンのマル・デル・プラタで開催されたパンアメリカン競技大会に出場。銀メダル獲得。
- 1996年 - アトランタオリンピックに出場。大会後に現役引退。
- 2003年 - 国際ソフトボール連盟殿堂入り。

## 人物・エピソード
元々は陸上競技の選手であった。優秀な記録を残していたことから、ペニュエラスの隣町のポンセにあるプエルトリコ教皇庁立大学から奨学金を受給し、同大学の陸上競技チームに加わった。大学2年の時に初めてソフトボールに出会い、当時はプレー経験も知識も全くなかったが、ルールを知るにつれ関心を抱くようになり本格的に取り組むようになっていった。